# 郭守敬

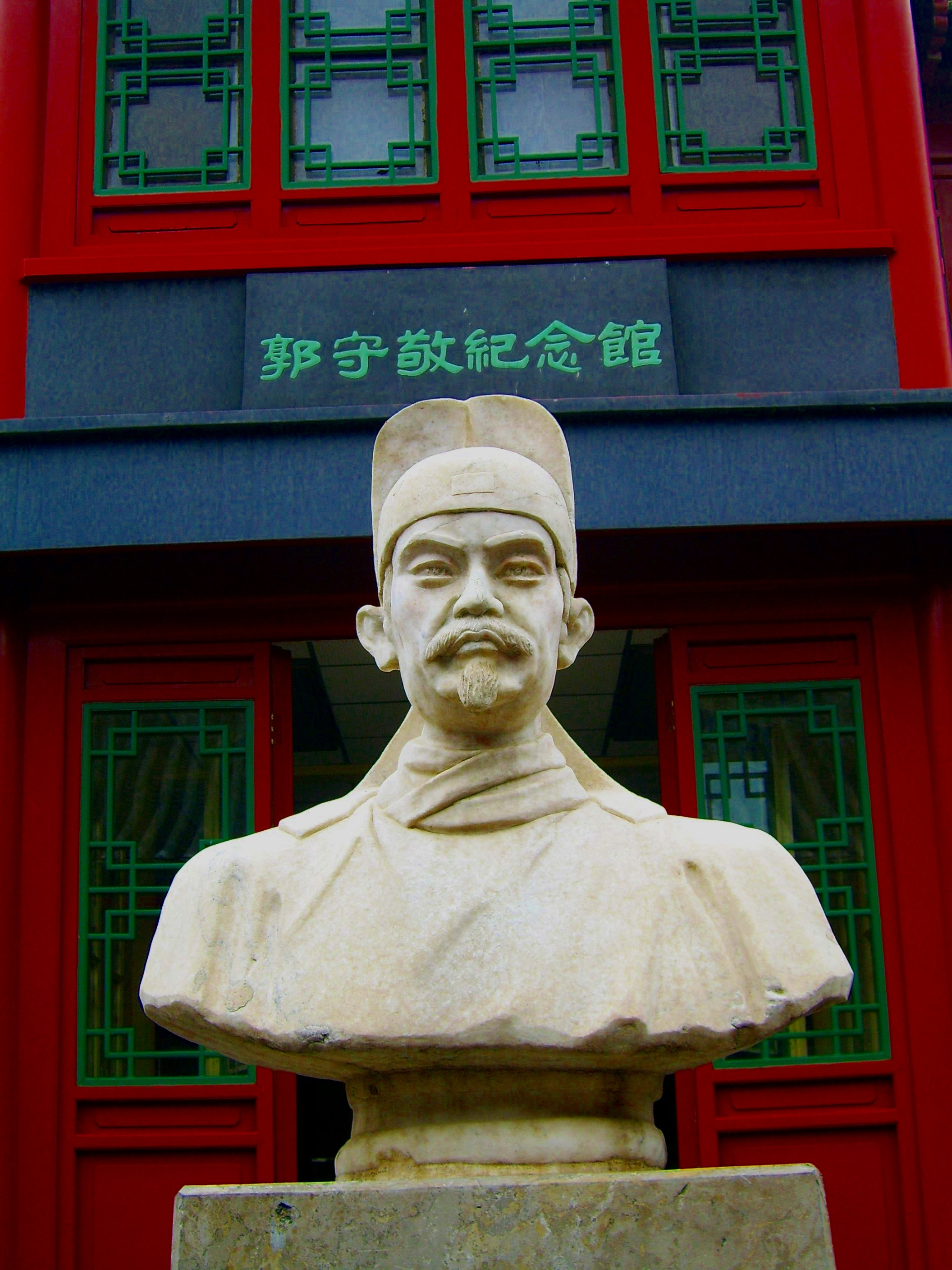
郭守敬紀念館の彫像

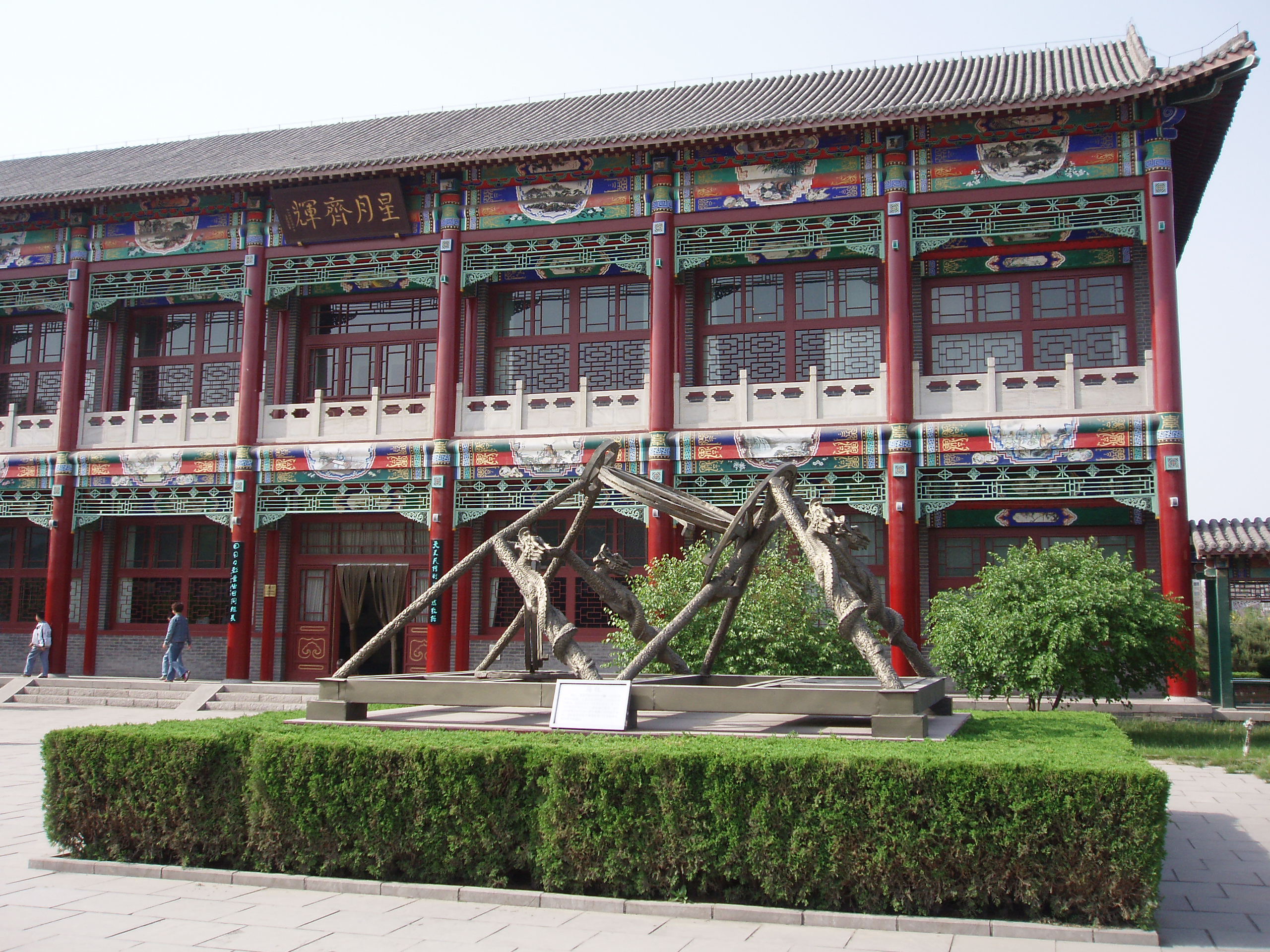
郭守敬記念館（邢台市）

郭 守敬（かく しゅけい、拼音:Guō Shǒujìng、1231年 - 1316年）は、元朝に仕えた天文学者・暦学者・水利事業家である。字は若思。邢州邢台県の出身。中国暦法の画期となる「授時暦」の作成で知られる。

## 略歴

### 水利事業家として
祖父の郭栄は算学・水利に精通し、五経に通じた学者で、太保の劉秉忠と親しかった。その縁で、郭守敬も劉秉忠の門で学び、算術・水利・五経に通じた。中統3年（1262年）に張文謙の薦めによって世祖（クビライ）に拝謁し、水利六事を述べてその才を認められ、提挙諸路河渠に任ぜられる。翌年には副河渠使に任命。至元元年（1264年）、旧西夏域内の灌漑路の復興に尽力して世祖の信頼を得る。翌年には都水少監となり、至元8年（1271年）には都水監となる。中書左丞相バヤンが至元12年（1275年）から翌年にかけて南宋を討つと、新たな占領地域に軍事上の必要から水站を設けることが議されたが、郭守敬は各地を視察して、河道・地形を勘案して精密な設計図を上表している。

### 授時暦の作成
当時、元では金以来採用されていた大明暦を修正した暦を使用していたが、日食・月食などの天文現象と合わないため、改正の必要が叫ばれていた。劉秉忠はたびたび改正を上表していたが、果たさずして死去した。それを受けて至元13年（1276年）、世祖は郭守敬・王恂・許衡らに暦法の修訂を命じる。当時、モンゴル帝国朝廷には色目人と呼ばれる西域出身の官僚も多くおり、彼らからアラビア天文学の技術も取材した郭守敬は、独自に簡儀・仰儀など13種類に及ぶ儀器を開発、正方案など9種類の測器を開発するなど、天体測定器を改良。これらによる精密な観測を元に様々な製図を行い、改暦作業を主導した。彼の測定による1朔望月29.530593日、1太陽年365.2425日は現在の水準と較べても極めて正確な値である。
同年工部中郎、至元16年（1279年）には工部太史院知事となり、監候官27箇所を設けてさらなる観測を敢行。至元17年（1280年）に一応の完成をみて世祖に提出、「授時暦」の名を賜った。早速授時暦はモンゴル帝国内外に頒布され、翌年から施行されることになった。この暦は元朝末期まで用いられ、さらに元を放逐して新たに立った王朝の明でも「大統暦」と名を変えたのみで利用され続けた。明末に西洋天文学を利用して作成された時憲暦が導入されるまで実に364年間使用され、中国歴代最長の暦法となった。
以後も郭守敬は暦法の研究を重ね、授時暦の暦法を論じた『授時暦経』（推歩7巻、立成（データ表）2巻）をはじめ、数々の暦書を著した。この暦書は周辺国へも輸出され、朝鮮半島における暦学書の精華ともいうべき李氏朝鮮の「七政算内篇・外篇」（1442年）にも大きく影響を与えた。日本へは江戸時代初期に輸入され、貞享暦の作成にも影響を与えている。

### 晩年の水運事業
至元19年（1282年）の王恂の死去に伴い、翌年に太史令に昇進。至元28年（1291年）には大都から通州に至る運河を開鑿し、モンゴル帝国内交通網の発展に寄与する。また郭守敬は大都の積水潭の修復も行い、これにより大都への水運が整備され、多くの船が乗り入れられるようになったため、これを大いに喜んだ世祖は「通恵河」の名を与え、郭守敬に提調通恵河漕運事を兼任させた。積水潭・通恵河の名は現在の北京市にも残っている。
至元31年（1294年）昭文館大学士知太史院事に任命。大徳2年（1298年）には鉄幡竿渠の開鑿を提言するが、工費の高さに執政が難色を示し、広さを三分の一に縮小してしまう。後日、豪雨の際に容量をオーバーして氾濫した際、成宗は今更ながら守敬の才に驚き「郭太史は神人である。その言を聞かなかったのは失敗であった」と感嘆したという。
延祐3年（1316年）に没。享年86。

### その他
現在、故郷の邢台の最も主要な大通りは、彼の事績を記念して「郭守敬大街」と名付けられている。また1964年には紫金山天文台が発見した小惑星の1つが（2012）「郭守敬（Guo Shou-Jing）」と命名された。

## 伝記史料
- 『元史』巻164列伝51郭守敬伝
- 『新元史』巻171列伝68郭守敬伝
- 『国朝名臣事略』巻9太史郭公